# Profiled
Profiled är egentligen en intervjuskiva med de kvarvarande medlemmarna, Jimmy Page, Robert Plant och John Paul Jones, i Led Zeppelin som släpptes första gången september 1990. År 1992 släpptes Profiled tillsammans med Remasters. I den utgåvan är skiva 1 och 2 samlingsskivor med remastrade låtar från Led Zeppelins olika album, medan skiva 3 innehåller intervjuer med bandet.

## Låtlista

### Skiva 1
1. "Communication Breakdown"
2. "Babe I'm Gonna Leave You"
3. "Good Times Bad Times"
4. "Dazed and Confused"
5. "Whole Lotta Love"
6. "Heartbreaker"
7. "Ramble On"
8. "Immigrant Song"
9. "Celebration Day"
10. "Since I've Been Loving You"
11. "Black Dog"
12. "Rock and Roll"
13. "The Battle of Evermore"
14. "Misty Mountain Hop"
15. "Stairway to Heaven"

### Skiva 2
1. "The Song Remains the Same"
2. "The Rain Song"
3. "D'yer Mak'er"
4. "No Quarter"
5. "Houses of the Holy"
6. "Kashmir"
7. "Trampled Under Foot"
8. "Nobody's Fault But Mine"
9. "Achilles Last Stand"
10. "All My Love"
11. "In the Evening"

### Skiva 3
- 1. "Led Zeppelin Profile"
- 2. - 8. "Station Liners"
- 9. - 16. "Interview: Jimmy Page"
- 21. - 32. "Interview: Robert Plant"
- 33. - 43. "Interview: John Paul Jones"